# Viceré di Sardegna
Questo che segue è un elenco dei viceré del Regno di Sardegna durante tutta la sua storia:

## Governatori generali Corona d'Aragona - (1324-1355)
Nei primi anni della costituzione del Regno di Sardegna, fu un governatore generale ad occuparsi dell'ordinaria amministrazione del regno. La sua sede si trovava dapprima a Bonaria e successivamente a Castel di Cagliari.
- Filippo di Saluzzo (1324)
- Berenguer Carròs (1323 - 1326)
- Felip de Boyl (1326)
- Bernat de Boxadors (1326 - 1330)
- Ramón de Cardona (1329-1337)
- Ramón de Montpaó (1337)
- Ramón de Ribellas (1337-1339)
- Bernat de Boxadors (seconda volta nel 1340)
- Guillem de Cervelló (1341-1346)
- Jaume d'Aragó (1347)
- Riambau de Corbera (1348-1354).

## Governatori di Capo Cagliari, Gallura e Capo di Logudoro (1355-1387)
Per diversi anni, dal 1355 al 1387, i governatori furono quattro per il Capo di Cagliari e Gallura: 
- Olfo da Procida (1355-1360)
- Ximén Pérez de Calatayud (1360-1362)
- Asbert Satrilla (1362-1378)
- Joan de Montbui (1379-1386)

Otto furono i governatori per il Capo di Logudoro: 
- Bernat de Cruïlles (1354-1357)
- Bernat de Guimerà (1356-1362)
- Pere Albert (1362-1368)
- Dalmau de Jardí (1368-1380)
- Francesc d'Aversó ad interim (1380)
- Berenguer de Riudeperes ad interim (1380)
- Francesc Joan de Santacoloma (1380-1386)
- Ponç de Jardí (1386-1387)

## Governatori generali (1387-1398) - 2° periodo
- Ximén Pérez d'Arenós (1387-1391)
- Joan de Montbui (1391-1393)
- Roger de Montcada i de Lloria (1397-1398)

## Governatorati divisi
Nel 1401 la carica di governatore fu nuovamente sdoppiata. A causa della Guerra sardo-catalana il controllo aragonese dell'isola si era infatti ridotto a Cagliari ed Alghero. 

### Governatori di Cagliari
- Francisco Ça Garriga (1401-1402)
- Hugo de Rosanes (1402-1408)
- Marc de Montbui (1408-1411)

### Governatori di Alghero
- Ramón Ça Trilla (1401)

Ad affiancare il governatori troviamo vari luogotenenti:
- Pere de Torrelles i de Blanes (1409-1410)
- Berenguer Carròs d'Arborea (1410-1413)

## Governatori generali (1413-1417) - 3° periodo
Dopo la Battaglia di Sanluri fu unificata nuovamente.
- Acard de Mur i de Cervelló (1413-1415)
- Berenguer Carròs d'Arborea (1415-1417)

## Viceré aragonesi

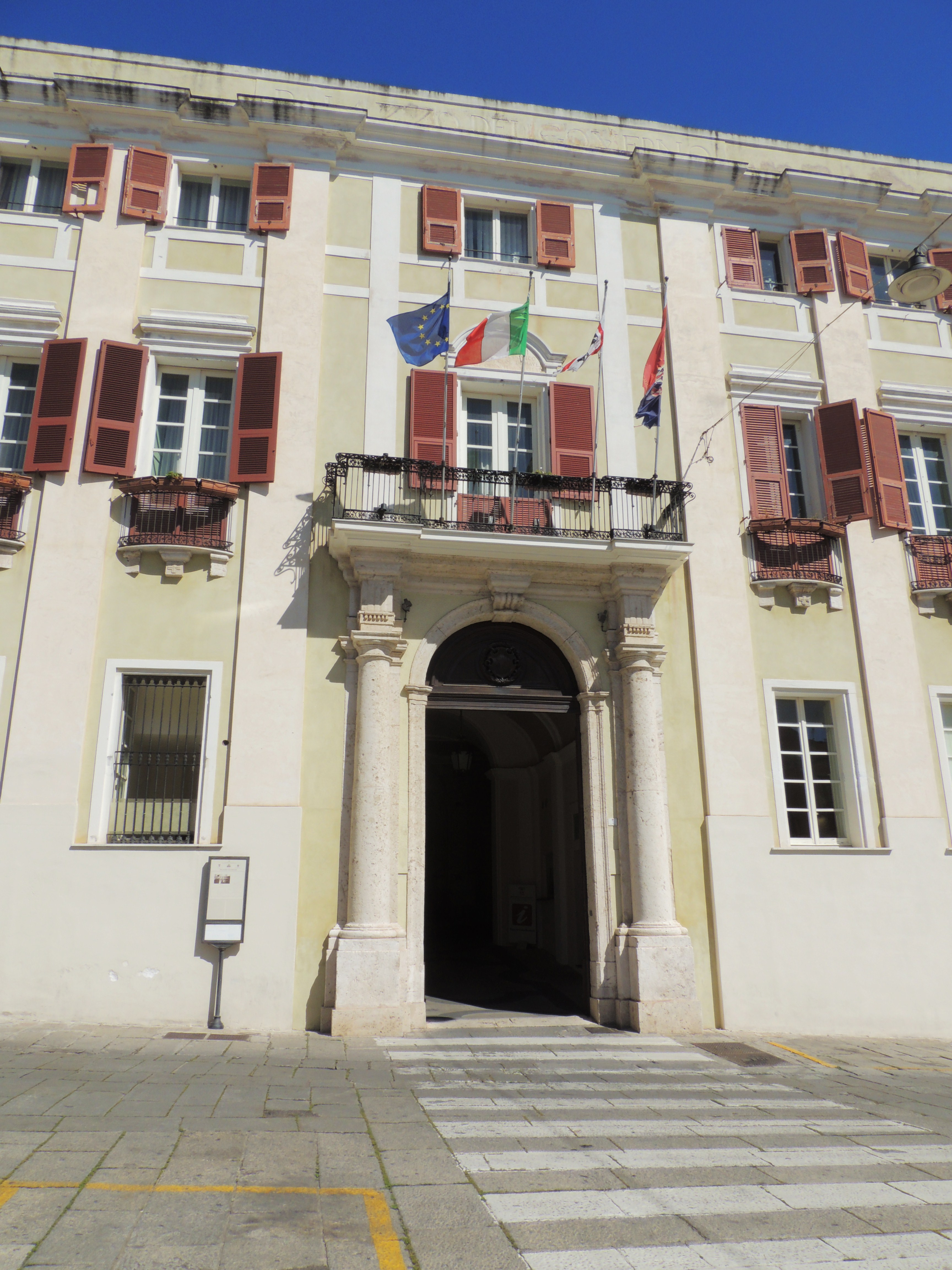
Palazzo Regio, sede dei viceré

Dal 1418 al 1516 la Sardegna venne governata direttamente da dei viceré del regno di Aragona, che poi fu unito regno di Spagna dal 1516:
- Luis de Pontos (1418-1419)
- Joan de Corbera (1419-1420)
- Riambau de Corbera (1420-1421)
- Bernardo de Centelles (1421-1433)[1]
  - Luís de Aragall ad interim 1422, 1430, 1433
  - Juan de Besora procuratore regio 1434
- Francisco de Eril (1433-1448)
- Nicolò Antonio de Montis (1448-1450)
- Giofredo de Ortaffa (1450-1453)
- Juan Bertran Carroz (1453-1454)
- Juan de Aragall ad interim 1454-1455
- Pedro de Besalú (1455-1458)
- Juan de Flors (1458-1460)
- Nicolò Carroz d'Arborea (1460-1479)[2]
  - Dalmazio Carroz luogotenente 1472, 1474, 1476
  - Pedro Maza de Lizana luogotenente 1477-1479
- Eiximén Pérez Escrivá de Romaní (1479-1483) (1ª volta)[3]
- Guillem de Peralta (1484)[4]
- Eiximén Pérez Escrivá de Romaní (1484-1487) (2ª volta)
- Pedro Forteza ad interim 1487
- Íñigo López Carrillo de Mendoza (1487-1491)
- Álvaro Carrillo de Albornoz ad interim 1491
- Juan Dusay (1491-1501) (1ª volta)[5]
- Benito Gualbes ad interim 1501-1502[6]
- Juan Dusay (1502-1507) (2ª volta)
- Jaime Amat de Terré (1507-1508)[7]
- Fernando Girón de Rebolledo (1508-1514)[8]
- Ángel de Vilanova (1515-1516)[9]

## Governo diretto del Regno di Spagna (1516–1713)
- Ángel de Vilanova (1516[10]-1529)
- Martín de Cabrera (1529-1532)[11]
- Jaime de Aragall ad interim (1533)[12]
- Francesco de Serra Gambella ad interim (1533)
- Antonio de Cardona y Enríquez (1534-1549)[13]
- Pedro Vaguer, vescovo di Alghero, ad interim per assenza del governatore in carica, 1543 - 1545[14]
- Jerónimo de Aragall ad interim (1549-1550) (1ª volta)[15]
- Lorenzo Fernández de Heredia (1550-1556)[16]
- Jerónimo de Aragall ad interim (1556) (2ª volta)
- Álvaro de Madrigal (1556-1569)[17]
- Jerónimo de Aragall, ad interim per assenza del governatore in carica, 1561 (3ª volta)
- Juan Coloma y Cardona, I conte di Elda (1570-1577)[18]
- Jerónimo de Aragall ad interim (1577-1578) (4ª volta)
- Miquel de Montcada y Bou (1578-1584) (1ª volta)[19]
- Gaspar Vicente Novella, vescovo di Cagliari, ad interim per assenza del governatore in carica, 1584 -1586[20]
- Miquel de Montcada y Bou (1586-1590) (2ª volta)
- Gastón de Moncada y Gralla, II marchese di Aytona (1590-1595)[21]
- Antonio Coloma y Saa, II conte di Elda (1594-1597) (1ª volta)[22]
- Alfonso Lasso y Sedeño, arcivescovo di Cagliari, ad interim per assenza del governatore in carica, 1597 - 1599
- Antonio Coloma y Saa, II conte di Elda (1599-1604) (2ª volta)
- Juan de Zapata, ad interim per assenza del governatore in carica, 1601 - 1602[23]
- Jaime de Aragall ad interim (1603-1604) (1ª volta)[24]
- Pedro Sánchez de Calatayud, I conte di Real (1604-1610)[25]
- Jaime de Aragall ad interim (1610-1611) (2ª volta)
- Carlos Francisco de Borja y Fernández de Velasco, VII duca di Gandia (1611-1617)[26]
- Alfonso de Eril y Sentmenat, II conte di Eril (1617-1623)[27]
- Luis de Tena ad interim (1621)[28]
- Juan Vives de Canyamás, barone di Benifayró de les Valls (1623-1625)[29]
- Diego de Aragall ad interim (1625) (1ª volta)[30][31]
- Pedro Ramón Zaforteza y Villalonga, I conte di Santa María de Formiguera (Capitano generale) (1625-1626)[32]
- Jerónimo Pimentel, I marchese di Bayona (1626-1631)[33]
- Diego de Aragall ad interim (1631) (2ª volta)
- Gaspar Prieto, vescovo di Alghero, ad interim (1631-1632)[34]
- Antonio Jiménez de Urrea y Enríquez, I marchese di Almonacir (1632-1637)[35]
- Diego de Aragall ad interim (1637-1638) (3ª volta)
- Giovanni Andrea Doria, principe di Melfi (1638-1640)[36]
- Diego de Aragall ad interim (1640) (4ª volta)
- Fabrizio Doria, duca di Avellano (1640-1644)[37]
- Luis Guillermo Moncada-Aragón y la Cerda, VII duca di Montalto (1644-1649)[38]
- Bernardo Matías de Cervellón ad interim (1649) (1ª volta)[39]
- Giangiacomo Teodoro Trivulzio (1649-1651)[40]
- Duarte Fernando Álvarez de Toledo Portugal Monroy y Ayala, VIII conte di Oropesa (1651)[41]
- Beltrán Vélez de Guevara, marchese di Campo Real (1651-1652)[42]
- Pedro Martínez y Rubio, arcivescovo di Palermo (1652-1653)[43]
- Francisco Fernández de Castro Andrade Lignano de Gattinara, IX conte di Lemos (1653-1657)[44]
- Bernardo Matías de Cervellón ad interim (1657) (2ª volta)
- Francisco de Moura y Corte Real Melo, III marchese di Castel Rodrigo (1657-1661)[45]
- Pietro Vico, arcivescovo di Cagliari ad interim (1661-1662)[46]
- Niccolò I Ludovisi, principe di Piombino (1662-1664)[47][48]
- Bernardo Matías de Cervellón ad interim (1664-1665) (3ª volta)
- Manuel de los Cobos y Luna, IV marchese di Camarasa (1665-1668)[49]
- Francisco de Tutavila y del Rufo, duca di San Germano e di Sassone (1668-1672)[50]
- Fernando Joaquín Fajardo de Zúñiga Requesens, VI marchese di Los Vélez (1672-1675)[51]
- Melchor Cisternes de Oblites ad interim (1675) (1ª volta)
- Francisco de Benavides, IX conte di Santisteban del Puerto (1675-1678)[52]
- Melchor Cisternes de Oblites ad interim (1679-1680) (2ª volta)
- José Antonio Funes de Villalpando y Climent, III marchese di Osera (1680)[53]
- Filippo di Egmont, VIII conte di Egmont (1680-1682)[54]
- Diego Ventura Fernández de Angulo, arcivescovo di Cagliari, ad interim (1682)[55]
- Antonio López de Ayala y Velasco, IX conte di Fuensalida (1682-1686)[56]
- José Delitala y Castelvì ad interim (1686-1687)
- Niccolò Pignatelli d'Aragona, Principe del S.R. Impero e di Castelvetrano, VIII duca di Monteleone (1687-1690)[57]
- Carlos Homo Dei Moura, IV marchese di Castel Rodrigo ad interim (1690)[58]
- Luis de Moscoso y Ossorio, VII conte di Altamira (1690-1696)[59]
- José de Solís Valderrábano Dávila, conte (poi duca) di Montellano (1697-1699)
- Ferdinando Moncada Gaetani, duca di San Giovanni (1699-1703)[60]
- Francisco Ginés Ruiz de Castro, XI conte di Lemos (1703-1704)[61]
- Baltasar de Zúñiga y Guzmán, I duca di Arión (1704-1707)[62]
- Pedro Nuño Colón de Portugal y Ayala, marchese di Ayamonte (1707-1708)[63]
- Fernando de Silva y Meneses Zapata, XIII conte di Cifuentes (1709-1710)[64]
- Jorge Fernández de Híjar y Fernández de Heredia, XIV conte di Fuentes (1710-1711)[65]
- Andrés Roger de Eril, IV conte d'Eril (1711-1713)[66]

Al termine della Guerra di successione spagnola, con il Trattato di Utrecht la Sardegna venne ceduta all'Austria.

## Viceré austriaci (1713-1717)
- Pedro Nuño Colón de Portugal y Ayala, VIII duca di Veragua (1713-1717)[63]
- Josep Antoni de Rubí y Boixadors, I marchese di Rubí (1717)[67]

La Spedizione spagnola in Sardegna interrompe il viceregno austriaco.

## Viceré spagnoli (1717-1720)
- Jean François de Bette, III marchese di Lede (1717-1718)[68]
- Gonzalo Chacón de Orellana y Mendoza (1718-1720)[69]

Al termine della Guerra della Quadruplice Alleanza, il Trattato dell'Aia (1720) assegna la Sardegna ai Savoia.

## Viceré sabaudi (1720-1848)
- 1720 - 1723: Filippo Guglielmo Pallavicino delle Frabose, barone di Saint Rémy (1ª volta)[70]
- 1723 - 1726: Carlo Alessandro Doria del Maro, abate[71]
- 1726 - 1727: Filippo Guglielmo Pallavicino delle Frabose, barone di Saint Rémy (2ª volta)
- 1727 - 1731: Ercole Tomaso Roero, marchese di Cortanze e conte di Calosso
- 1731 - 1735: Gerolamo Falletti, marchese di Castagnole e di Barolo[72]
- 1735 - 1738: Carlo Amedeo Giovan Battista San Martino d'Agliè, marchese di Rivarolo[73]
- 1738 - 1741: Francesco Luigi d'Allinge d'Apremont
- 1741 - 1745: Luigi di Blonay
- 1745 - 1748: Giuseppe Maria del Carretto, marchese di Santa-Giulia
- 1748 - 1751: Francesco Emanuele, principe di Valguarnera
- 1751 - 1755: Giambattista Cacherano, conte di Brischerasio
- 1755 - 1758: Vittorio Amedeo Costa, conte di Trinità[74]
- 1758 - 1762: Francesco Tana, conte di Santena
- 1762 - 1763: Giovanni Battista Alfieri di Cortemilia
- 1763 Carlo Giuseppe Solaro di Govone
- 1763 - 1767: Ludovico Costa
- 1767 - 1771: Vittorio-Lodovico d'Hallot, conte des Hayes
- 1771 - 1773: Francesco Gaetano Caissotti, conte di Roubion
- 1773 - 1777: Filippo Ferrero, marchese della Marmora
- 1777 - 1781: Giuseppe Lascaris di Ventimiglia, marchese della Rocchetta
- 1781 - 1783: Carlo Francesco di Valperga, conte di Masino
- 1783 - 1787: Angelo Solaro di Moretta
- 1787 - 1790: Carlo Francesco Thaon di Revel e Sant'Andrea
- 1790 - 1794: Vincenzo Balbiano
- 1794 - 1799: Filippo Vivalda, Conte di Castellino e Indiano
- 1799 - 1816: Carlo Felice di Savoia
- 1816 - 1818 Giacomo Pes di Villamarina
- 1818 - 1820: Ignazio Thaon di Revel, conte di Pralungo
- 1820 - 1822: Ettore Veuillet, marchese d'Yenne
- 1822 - 1823: Giuseppe Maria Galleani, conte di d'Agliano
- 1823 - 1824: Francesco Gennaro Roero, conte di Monticelli
- 1824 - 1829: Giuseppe Benedetto Tornielli, conte di Vergano
- 1829 - 1831: Giuseppe Maria Roberti, conte di Castelvero
- 1831 - 1840: Giuseppe Maria Montiglio di Ottiglio e Villanova
- 1840 - 1843: Giacomo De Asarta
- 1843 - 1848: Claudio Gabriele de Launay

A seguito della cosiddetta "fusione perfetta" del 1847, la Sardegna passa sotto il controllo diretto della corte di Torino e a partire dal 1861 entrerà a far parte del Regno d'Italia.